# Olivier Fortier
Pour les articles homonymes, voir Fortier.
Olivier Fortier (né le 2 mai 1989 à Québec, dans la province de Québec au Canada) est un joueur professionnel canadien de hockey sur glace.

## Carrière de joueur
Après une carrière junior dans la Ligue de hockey junior majeur du Québec, il se joint à l'organisation des Canadiens de Montréal pour le camp d'entraînement en 2009. Il aggrave alors une vieille blessure lors de ce camp. Il est opéré et joue sa première partie chez les professionnels qu'en avril 2010 avec les Bulldogs de Hamilton. Il participe avec l'équipe LHJMQ au Défi ADT Canada-Russie en 2006. Le 12 décembre 2010, il marque son premier tour du chapeau dans la LAH contre les Marlies de Toronto.

## Statistiques
| Saison    | Équipe                      | Ligue |    | Saison régulière | Saison régulière | Saison régulière | Saison régulière | Saison régulière |   | Séries éliminatoires | Séries éliminatoires | Séries éliminatoires | Séries éliminatoires | Séries éliminatoires |
| Saison    | Équipe                      | Ligue | PJ | B                | A                | Pts              | Pun              | PJ               | B | A                    | Pts                  | Pun                  |                      |                      |
| 2005-2006 | Voltigeurs de Drummondville | LHJMQ | 13 | 2                | 2                | 4                | 14               | -                | - | -                    | -                    | -                    |                      |                      |
| 2005-2006 | Océanic de Rimouski         | LHJMQ | 27 | 4                | 8                | 12               | 16               | -                | - | -                    | -                    | -                    |                      |                      |
| 2006-2007 | Océanic de Rimouski         | LHJMQ | 69 | 28               | 36               | 64               | 28               | -                | - | -                    | -                    | -                    |                      |                      |
| 2007-2008 | Océanic de Rimouski         | LHJMQ | 67 | 23               | 23               | 46               | 37               | 3                | 1 | 0                    | 1                    | 4                    |                      |                      |
| 2008-2009 | Océanic de Rimouski         | LHJMQ | 29 | 8                | 27               | 35               | 12               | -                | - | -                    | -                    | -                    |                      |                      |
| 2009-2010 | Bulldogs de Hamilton        | LAH   | 1  | 0                | 0                | 0                | 0                | 10               | 1 | 0                    | 1                    | 0                    |                      |                      |
| 2010-2011 | Bulldogs de Hamilton        | LAH   | 68 | 9                | 11               | 20               | 20               | 1                | 0 | 1                    | 1                    | 0                    |                      |                      |
| 2011-2012 | Bulldogs de Hamilton        | LAH   | 37 | 8                | 7                | 15               | 26               | -                | - | -                    | -                    | -                    |                      |                      |
| 2012-2013 | Bulldogs de Hamilton        | LAH   | 32 | 1                | 1                | 2                | 15               | -                | - | -                    | -                    | -                    |                      |                      |
| 2012-2013 | Solar Bears d'Orlando       | ECHL  | 29 | 11               | 12               | 23               | 8                | -                | - | -                    | -                    | -                    |                      |                      |